# Herb Kępic
Herb Kępic – jeden z symboli miasta Kępice i gminy Kępice w postaci herbu.

## Wygląd i symbolika
Herb przedstawia w polu srebrnym pół gryfa czerwonego o dziobie i języku złotym, trzymającego w szponach złotą kartę papieru, ponad czerwonym kołem wodnym.
Herb nawiązuje do historycznego herbu księstwa słupskiego (czerwony gryf w srebrnym polu) oraz uprzemysłowienia terenu (czerwone koło wodne i karta papieru). Karta papieru symbolizuje funkcjonującą ponad sto lat papiernię.

## Historia

Herb Kępic w latach 2004-2017

W latach 2004–2017 miasto posługiwało się herbem przedstawiającym na tarczy dwudzielnej w skos w polu górnym zielonym srebrnego gryfa trzymającego srebrny liść dębowy. W polu dolnym niebieskim srebrne koło młyńskie. Symbolika herbu nawiązywała również do dawnej fabryki papieru istniejącej w mieście (koło młyńskie) oraz do dawnej ziemi sławieńskiej (gryf). 30 marca 2017 r. został ustanowiony nowy wzór herbu według projektu Krzysztofa Mikulskiego.